# 디지털 객체 식별자
디지털 객체 식별자(영어: digital object identifier, DOI)는 ISO가 표준화한 것으로, 고유하게 객체를 식별하는데 사용하는 영구 식별자 또는 핸들이다. 인터넷 주소가 바뀌어도 사용자가 그 문서의 새 주소로 찾아갈 수 있도록 웹 파일이나 인터넷 문서에 영구적으로 부여된 식별자이다. 국제 표준 도서 번호(ISBN)와 원리가 같다. 핸들 시스템의 구현체로서 DOI는 저널 기사, 연구 보고서, 데이터 집합, 공식 출판물 등 학술, 전문가, 정부의 정보를 식별하기 위해 널리 사용되고 있다. 그러나 상업용 비디오 등 다른 유형의 정보 자원을 식별하기 위해서도 사용되고 있다.
DOI는 해결 가능한 것, 보통은 DOI가 참조하는 정보 객체의 일정한 형태의 접근에 초점을 둔다. 이는 DOI를 객체에 관한 메타데이터(예: 객체 위치를 가리키는 URL 등)와 바인딩함으로써 수행된다. 동작을 취할 수 있고 상호운용적으로 처리한다는 점에서 DOI는 오직 지시 대상을 고유하게 식별하는 데에만 집중하는 ISBN, ISRC 등의 식별자와는 구별된다. DOI 시스템은 인덱스 콘텐트 모델을 사용하여 메타데이터를 표출한다.

## 문법
DOI는 핸들 시스템 핸들의 일종으로, 슬래시로 구분되는 두 부분(prefix와 suffix)의 문자열 형태를 취한다.
prefix/suffix
prefix는 식별자의 등록자/등록기관이며 suffix는 등록자가 해당 DOI와 연계된 특정 객체를 식별하기 위해 등록자가 선정한 것이다.

## 같이 보기
- 국제 표준화 기구
- XRI
- 비브코드